# Smålänningens jul
Smålänningens jul är titeln på en svensk jultidning som utgivits med ett nummer per år sedan 1924. Merparten av tidningens innehåll består av korta noveller och humoristiska berättelser av framstående svenska författare som exempelvis Vilhelm Moberg, Jan Fridegård och Albert Engström. Det berättelserna har gemensamt är att de allra oftast utspelar sig kring jul och någon form av jakt är ett återkommande tema. Andra bärande drag är många miljöbeskrivningar och vinter. 
Tidningen innehåller inte enbart noveller utan består även till viss del av serier (en ofta anlitad tecknare är Einar Lindberg), korsord och olika tävlingar.
För utgivningen ansvarar Smålänningens förlag och för distributionen Tidsam och Bra Förlag.